# Sangirbrilvogel
De sangirbrilvogel (Zosterops nehrkorni) is een ernstig bedreigde zangvogel uit de familie Zosteropidae (brilvogels). Deze soort is onderdeel van een soortencomplex van nauw verwante brilvogelsoorten waaronder de kleine zwartvoorhoofdbrilvogel (Z. minor), cerambrilvogel (Z. stalkeri) en de zwartvoorhoofdbrilvogel (Z. atrifrons). 

## Verspreiding en leefgebied
De sangirbrilvogel is een endemische vogelsoort van de Sangihe-eilanden (Indonesië). Het is een vogel die leeft in de middenetages van montaan tropische regenwoud op hoogten tussen de 750 en 1000 m boven de zeespiegel. De vogel foerageert op bessen en insecten.

## Status
De sangirbrilvogel was al in de 19de eeuw een zeldzame vogelsoort. Tot 1996 was er slechts één museumexemplaar bekend van het eiland Sangihe Besar (Sangihe-eilanden). In 1996 werd op de Gunung Sahendaruman en het nabijgelegen Sahengbalira met behulp van geluidsopnamen de aanwezigheid van deze soort vastgesteld. Op grond hiervan werd geschat dat er nog maximaal 50 individuen aanwezig waren. Bij aanvullend onderzoek, gepubliceerd in 2002 werden geen nieuwe waarnemingen gedaan.
Door de voortdurende omzetting van regenwoud in gebied voor landbouwkundig gebruik, nemen de aantallen nog steeds af. Om deze redenen staat de sangirbrilvogel als kritiek op de Rode Lijst van de IUCN.